# Luxemburg (kanton)
Luxemburg är en kanton i distriktet Luxembourg i Luxemburg. 2003 hade kantonen 127 327 invånare (STATEC).
Canton de Luxembourg (tyska: Luxemburg, Kanton Luxemburg, franska: Luxembourg Campagne) är en kanton i Luxemburg.   Den ligger i distriktet Luxemburg, i den centrala delen av landet, 3 km öster om huvudstaden Luxemburg. Antalet invånare är 126 940. Arean är 238 kvadratkilometer. Canton de Luxembourg gränsar till Canton de Capellen, Mersch, Grevenmacher, Canton de Remich och Esch-sur-Alzette.
Terrängen i Canton de Luxembourg är platt västerut, men österut är den kuperad.

## Kommuner i kantonen
- Bertrange
- Contern
- Hesperange
- Staden Luxemburg
- Niederanven
- Sandweiler
- Schuttrange
- Steinsel
- Strassen
- Walferdange
- Weiler-la-Tour

## Orter i Luxemburg
Följande samhällen finns i Canton de Luxembourg:
- Staden Luxemburg
- Olm
- Alzingen